# Symplectoscyphus tuba
Symplectoscyphus tuba is een hydroïdpoliep uit de familie Sertulariidae. De poliep komt uit het geslacht Symplectoscyphus. Symplectoscyphus tuba werd in 1930 voor het eerst wetenschappelijk beschreven door Totton. 